# Ernst Bonnell
Ernst Friedrich Wilhelm Bonnell (russisch Эрнст Боннелл; * 9. Januar 1817 in Schwedt/Oder; † 17. Maijul. / 29. Mai 1893greg. in Sankt Petersburg) war ein Pädagoge, Bibliothekar und Historiker.

## Leben
Bonnell hielt sich seit 1841 dauerhaft in Livland auf. Nachdem er die Prüfungen als Oberlehrer der historischen Wissenschaften und als der deutschen Sprache bestanden hatte, wurde er 1844 Inspektor der Ritterschaftlichen Pension an der Ritter- und Domschule in Reval. Von 1847 bis 1854 war er Lehrer an der Kreisschule in Weissenstein. Anschließend war er Bibliothekar an der kaiserlichen öffentlichen Bibliothek zu Sankt Petersburg und Wirklicher Staatsrat. Darüber hinaus war er seit 1855 korrespondierendes Mitglied der Gesellschaft für Geschichte und Altertumskunde der Ostseeprovinzen Russlands.
Aus seiner Ehe mit Karolina Helena Bruhns, ist die finnische Medizinerin Elisabeth Hermine von Bonnell (1867–1926) als Tochter hervorgegangen.

## Werke
- Beiträge zur Altertumskunde Russlands, St. Petersburg 1882 (Digitalisat auf Google Books) – Nachdruck: Paderborn : Salzwasser Verlag, 2013.
- Russisch-liwländische Chronographie von der Mitte der neunten Jahrhunderts bis zum Jahre 1410, St. Petersburg 1882 (Digitalisat auf Google Books) – Nachdruck: Leipzig: Zentral-Antiquariat d. Deutschen Demokratischen Republik, 1967, Unveränd. fotomechan. Nachdr. d. Ausg. St. Petersburg, Kaiserliche Akademie der Wissenschaften, 1862.